# Sceptycy
Sceptycyzm (gr. σκεπτικός, skeptikos, łac. sceptici – wątpiący, rozważający) — prąd filozofii, który rozwijał się w okresie od IV do III wieku p.n.e., a następnie od I wieku p.n.e. do II wieku n.e. Twórcą sceptycyzmu był Pyrron z Elidy, którego zasadnicze tezy zostały dalej rozwinięte w teoriach jego kontynuatorów: Tymona z Fliuntu, Ainezydemosa z Knossos oraz Agryppy i Sekstusa Empiryka.
Czasem do nurtu sceptyckiego zalicza się też tak zwaną Średnią Akademię, czyli okres rozwoju Akademii Platońskiej od scholarchy Arkezylaosa sprawującego nad nią zwierzchnictwo od około roku 280 p.n.e. do śmierci Karneadesa z Cyreny, czyli roku 129 p.n.e., ale sprawa ta nie jest jednoznacznie rozstrzygnięta. Wydaje się raczej, że sceptycyzm Akademii był wynikiem swoistego "powrotu do źródeł", czyli aporetycznej metody filozofowania uprawianej przez Sokratesa. Sami "sceptycy" akademiccy nigdy bowiem nie powoływali się na Pyrrona (być może nie chcąc uchybić autorytetowi Platona) a i sceptyk Sekstus Empiryk wyraźnie odróżnia sceptycyzm akademików od nurtu pyrrońskiego.

## Główne zasady sceptycyzmu
Sceptycy uważali wyznawanie postawy sceptycznej za warunek szczęścia – w tym sensie sceptycyzm jako kierunek filozoficzny skoncentrowany na etyce nie wyróżnia się spomiędzy innych szkół filozoficznych hellenizmu. Jak twierdził Sekstus Empiryk, "celem sceptyka jest niezakłócony spokój wobec przypuszczeń, a wobec rzeczy mu narzuconych umiarkowane ich doznawanie". Gwarantuje taki stan ducha połączenie powstrzymywania się od sądów (epoche) i spokój duszy (ataraksja, zob. apatheia, afazja). Dogmatyczna wiara powoduje zamęt i obawę, podczas gdy w rzeczywistości nie można twierdzić, że dysponuje się pewną wiedzą o naturze rzeczy – wszystkie sądy na ten temat są równosilne (izostenia). Każdemu twierdzeniu można przeciwstawić odmienne – równie prawdziwe. Sceptycy przedstawili także argumenty (tzw. tropy) przeciwko różnym rodzajom poznania ludzkiego.
Pyrroniści rozumieli, że do życia niezbędne jest posiadanie pewnych mniemań i zasad. Uważali jednak, że wystarczy kierować się rozsądnym prawdopodobieństwem. Zaczęli zatem rozróżniać sądy prawdopodobne, sądy niezaprzeczone i sądy sprawdzone, które można głosić. W ten sposób sceptycyzm grecki w późniejszej postaci stał się filozofią zdrowego rozsądku. Ważne były dla nich ćwiczenia duchowe, zwane z języka greckiego askesis, określane współcześnie jako "asceza pyrrońska".

## Sceptycyzm Pyrrona
Na filozoficzny rozwój Pirrona wywarli wpływ elejscy i megarejscy „dialektycy”, a zwłaszcza nauka Demokryta.
Zasady sceptyków wynikały z odpowiedzi Pyrrona na trzy podstawowe pytania:
1. Jakie są własności rzeczy?
2. Jak mamy się zachowywać wobec rzeczy?
3. Jakie są następstwa naszego zachowania wobec rzeczy?

Oto jak odpowiadał na nie Pyrron:
1. Nie znamy własności rzeczy.
2. Nie mogąc dociec własności rzeczy należy praktykować εποχη (epoche), czyli wstrzymywanie się od sądów i nie zabierać głosu w żadnej sprawie (αφασια – afazja).
3. Εποχη prowadzi do αταραξια (ataraksja) – spokoju.

## Tropy
Następcy Pyrrona wsparli jego odpowiedzi odpowiednią argumentacją, opartą na logicznej analizie wypowiedzi. Stwierdzali, że każdemu twierdzeniu można przeciwstawić inne twierdzenia z nim równosilne – jest to tak zwana ισοσθενεια (izostenia), czyli równosilność sądów. Chcąc zwalczyć pewne twierdzenie, wystarczy przeciwstawić mu inne, sprzeczne z nim, a równosilne. Wypracowali też metody takiego zwalczania, grupując typowe argumenty zwane tropami (τροποσ).
- Sceptyk Menodot argumentował, że:

1. Wiedza bezpośrednia jest niemożliwa: wszystkie poglądy są względne i rozbieżne.
2. Wiedza pośrednia jest niemożliwa: nie posiadamy pewnych przesłanek wiedzy.

- Argumenty przeciwko poznaniu zmysłowemu (tropy Ainezydema):

1. Rzeczy są różnie postrzegane przez człowieka i przez inne istoty (zwierzęta).
2. Rzeczy są różnie postrzegane przez różnych ludzi.
3. Rzeczy są różnie postrzegane za pośrednictwem różnych narządów zmysłów.
4. Rzeczy są różnie postrzegane w zależności od warunków postrzegającego (np. w chorobie).
5. Rzeczy są różnie postrzegane w zależności od położenia i odległości od postrzegającego.
6. Rzeczy są różnie postrzegane w zależności od środowiska, które je otacza.
7. Rzeczy są różnie postrzegane w zależności od ich ilości i relacji do innych rzeczy.
8. Rzeczy są różnie postrzegane w zależności od stanu, w jakich się znajdują.
9. Rzeczy są różnie postrzegane w zależności od tego, czy i jak często były dotąd postrzegane.
10. Rzeczy są różnie postrzegane w zależności od tego, jakie było wychowanie, obyczaje, wiara i przekonania osoby je postrzegającej.

- Argumenty przeciwko poznaniu rozumowemu:
  - Argumenty przeciwko dedukcji (tropy Agrypy):

1. Rozbieżność poglądów.
2. Nieskończoność dowodu.
3. Względność postrzeżeń.
4. Posługiwanie się niedowiedzionymi przesłankami.
5. Błędne koło w dowodzeniu.

- - Argumenty przeciwko indukcji:

1. Indukcja zupełna jest niemożliwa.
2. Indukcja niezupełna jest wątpliwa (bo jeden nie uwzględniony wypadek może obalić rozumowanie).

- - nie należy wyrażać ostatecznego osądu (epoché) – ze względu na możliwość popełnienia błędu, gdyż każde zdanie aktualnie uważane za prawdziwe może się okazać kiedyś fałszywe
  - spokój duszy (ataraksja) – wszelki niepokój wynika z dążenia do poznania i oceny rzeczy, spokój zaś można osiągnąć zachowując obojętność,
  - wstrzymanie się od działania – czym więc się kierować w życiu? – koniecznością biologicznego przeżycia, obyczajem środowiska, w którym się żyje, wyuczonymi technikami.

## Dalszy rozwój
Argumenty wysuwane przez sceptyków, zwłaszcza późniejszych, podchwycone zostały przez pisarzy chrześcijańskich, którzy wykorzystywali je do zwalczania wrogich sobie szkół filozoficznych.
Sceptycyzm, niekoniecznie w sceptyckiej czy akademickiej postaci, wielokrotnie odżywał w historii filozofii. Znanymi sceptykami byli Michel de Montaigne w dobie Renesansu i David Hume żyjący w okresie Oświecenia. Ten trwający wieki nurt filozofii nosi nazwę sceptycyzmu filozoficznego. Współczesny sceptycyzm filozoficzny nie ma jednak wiele wspólnego ze sceptycyzmem starożytnym i nowożytnym, jest bardziej stanowiskiem epistemologicznym niż szkołą filozoficzną.

## Przedstawiciele sceptycyzmu i ich dzieła
1. Pyrronizm (sceptycyzm pyrroński)
- Pyrron z Elidy (ur. 365-360 p.n.e., zm. 275-270 p.n.e)
- Tymon z Fliuntu (ur. 325-320 r. p.n.e., zm. 235-230 p.n.e) – uczeń Pyrrona
- Dioskurides z Cypru (uczeń Tymona)
- Nikolochos z Rodos (uczeń Tymona)
- Eufranor z Seleucji (uczeń Tymona)
- Praylus z Troady (uczeń Tymona)
- Eubulos z Aleksandrii (uczeń Eufranora)

2. Sceptycyzm akademicki
- druga Akademia
  - Arkezylaos z Pitane (ur. ok. 315 p.n.e, po Kratesie objął kierownictwo Akademii, zm. ok. 240 r. p.n.e.)
  - Lakydes z Cyreny (uczeń i następca Arkezylaosa w kierowaniu szkołą)
  - Telekles z Fokaja
  - Euandros z Fokaja
  - Hegesinos z Pergamonu (zm. ok. 159/158 p.n.e.)
- trzecia Akademia
  - Karneades z Cyreny (ur. ok. 219 p.n.e., zm. 129 p.n.e.) – najsławniejszy scholarcha
  - Karneades Młodszy (zm. 131/130 p.n.e.) (scholarcha)
  - Krates z Tarsu (II w. p.n.e.) (następca Karneadesa Młodszego, scholarcha)
  - Kleitomachos z Kartaginy (ur. 187/186 p.n.e., zm. 110/109 p.n.e.) (następca Kratesa)

3. Neosceptycyzm
- Ptolemeusz z Cyreny (uczeń Eubulosa z Aleksandrii)
- Dioskurides z Cypru (uczeń Ptolemeusza)
- Nikolochos z Rodos (uczeń Ptolemeusza)
- Eufranor z Seleucji (uczeń Ptolemeusza)
- Praylus z Troady (uczeń Ptolemeusza)
- Eubulos z Aleksandrii (uczeń Eufranora)
- Ptolemeusz z Aleksandrii (uczeń Eubulosa)
- Sarpedon (uczeń Ptolemeusza)
- Heraklides (uczeń Ptolemeusza)
- Ainezydem z Knossos (uczeń Heraklidesa)
- Zeuksyp z Knossos (uczeń Ainezydema)
- Zeuksis zwany Krzywonogim (uczeń Zeuksypa)
- Antiochos z Laodycei (uczeń Zeuksisa)
- Menodotos z Nikomedii (uczeń Antiochosa)
- Teodos z Laodycei (uczeń Antiochosa)
- Herodot z Tarsu (uczeń Menedota)
- Agryppa (I-II w n.e.)
- Apellas (uczeń Agryppy)
- Sekstus Empiryk (II-III w n.e.) (uczeń Herodota z Tarsu)

"Zarysy pyrrońskie"
"Przeciw matematykom i dogmatykom"
- Saturninos zwany Kytenas (uczeń Sekstusa)